# Renaud de Briel
Renaud de Briel, en la literatura antigua Renaud de Bruyères, fue un caballero francés y el primer señor de la Baronía de Karitena del Principado de Acaya, en la Grecia franca.
Proveniente de Briel-sur-Barse en la provincial francesa de Champaña, Renaud partió a la Cuarta Cruzada, pero viajó directamente a Siria en vez de Constantinopla donde estaba la principal expedición cruzada. Renaud fue a Grecia, donde después de cinco años de servicio como caballero, fue nombrado barón de Karitena (1209-1222) por Godofredo I de Villehardouin, príncipe de Acaya. Renaud fue sucedió en Karitena por su hermano menor Hugo alrededor de 1222.